# Càrdids
Els càrdids (Cardiidae) són una família de mol·luscs bivalves de l'ordre Cardiida que inclou, entre d'altres, les populars escopinyes (Cerastoderma edule i altres). Viuen enterrades al sediment.

## Característiques
La conquilla dels càrdids es pot tancar completament (és a dir, no hi ha cap "buit" en cap punt al voltant de la vora). Tenen costelles longitudinals marcades, com els pectínids (vieires i afins), però aquest tenen tenen "orelles" (projeccions triangulars en prop de la línia de xarnera), absents en els càrdids. El mantell té tres obertures (inhalant, exhalant i pedal) per fer circular aigua i perquè surti el peu.

## Història natural
Els càrdids excaven amb el peu i s'enterren en el sediment tou. S'alimenten filtrant el plàncton de l'aigua circumdant. Són capaços de "saltar" doblegant i redreçant el peu. Com passa en molts bivalves, els càrdids presenten gonocorisme (el sexe d'un individu varia segons les condicions).

## Taxonomia
La família Cardiidae inclou 398 espècies en 10 subfamílies, dues d'elles extintes:
- Subfamília Cardiinae Lamarck, 1809
- Subfamília Clinocardiinae Kafanov, 1975
- Subfamília Fraginae Stewart, 1930
- Subfamília Laevicardiinae Keen, 1951
- Subfamília Lahilliinae Finlay & Marwick, 1937 †
- Subfamília Lymnocardiinae Stoliczka, 1870
- Subfamília Orthocardiinae J. A. Schneider, 2002
- Subfamília Protocardiinae Bronn, 1849 †
- Subfamília Trachycardiinae Stewart, 1930
- Subfamília Tridacninae Lamarck, 1819

## Galeria

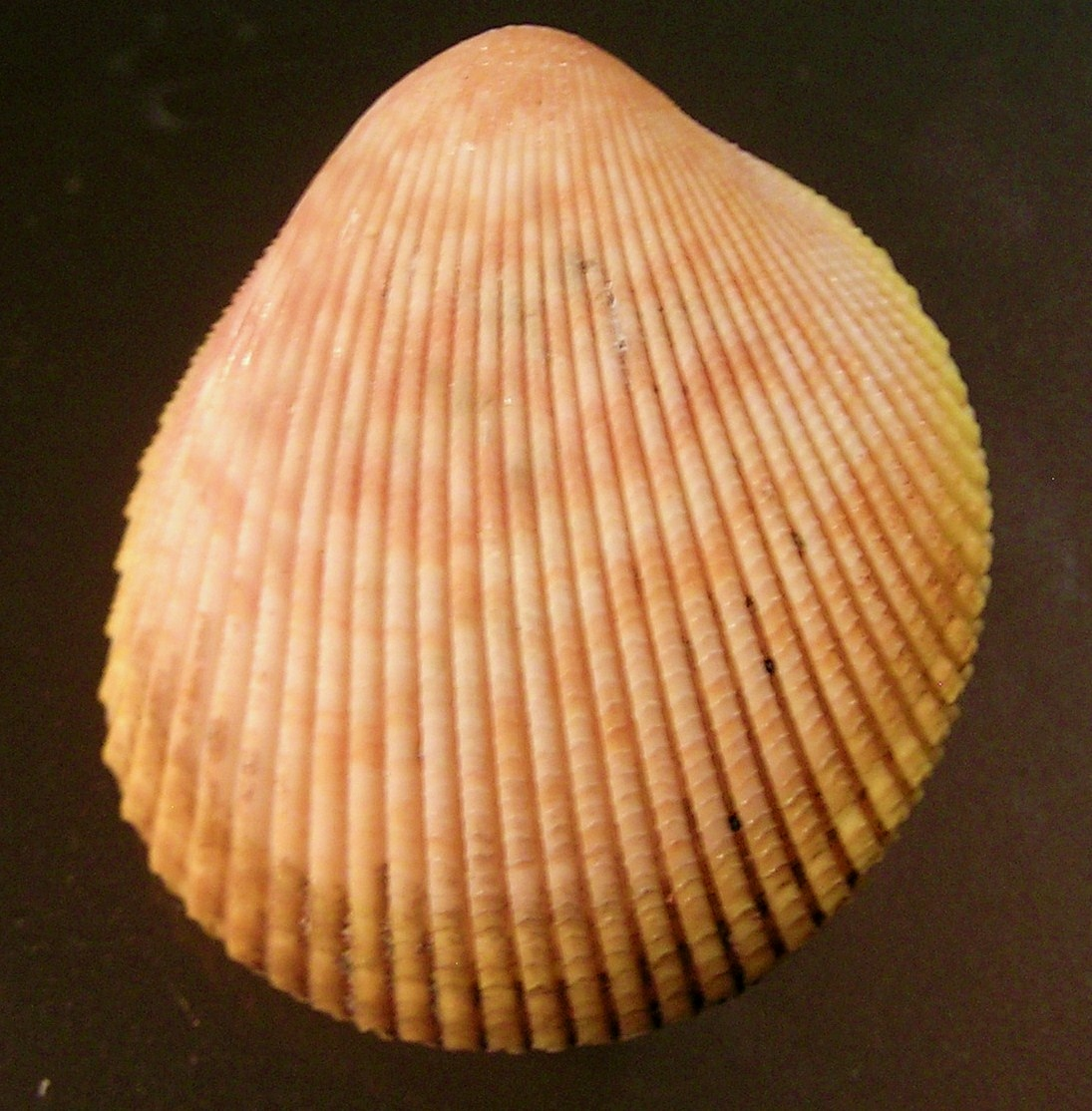
Acrosterigma cignorum
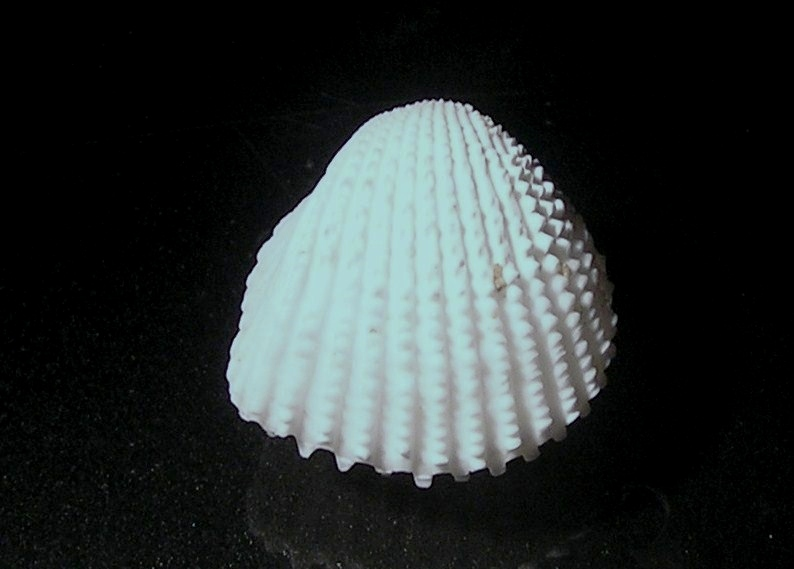
Ctenocardia fornicata
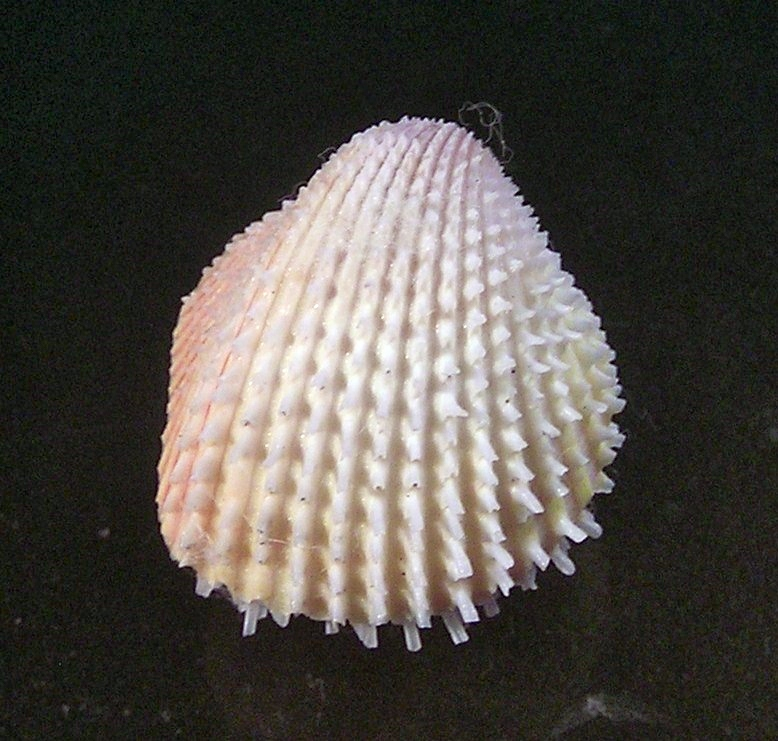
Ctenocardia virgo
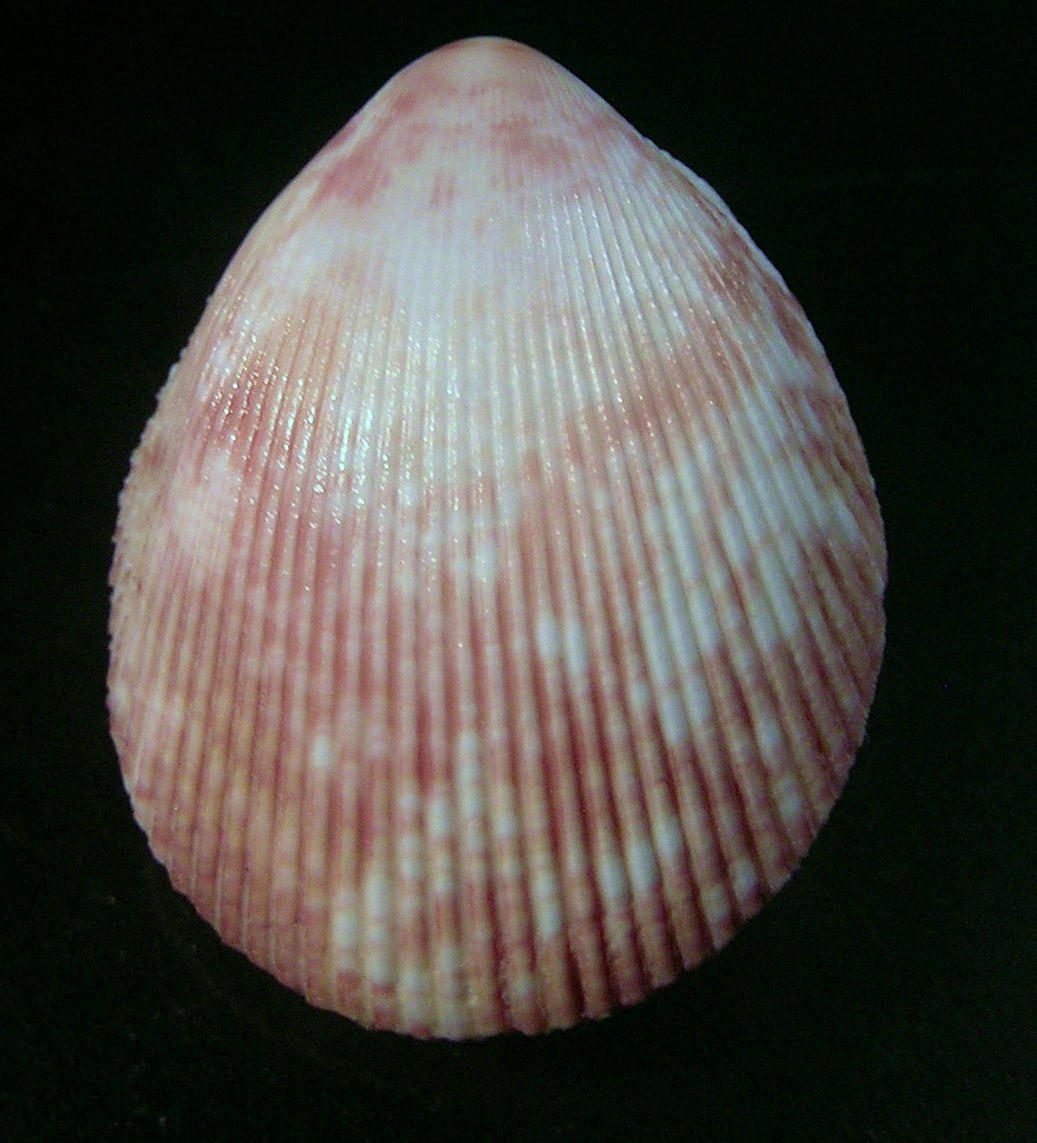
Trachycardium maculosum
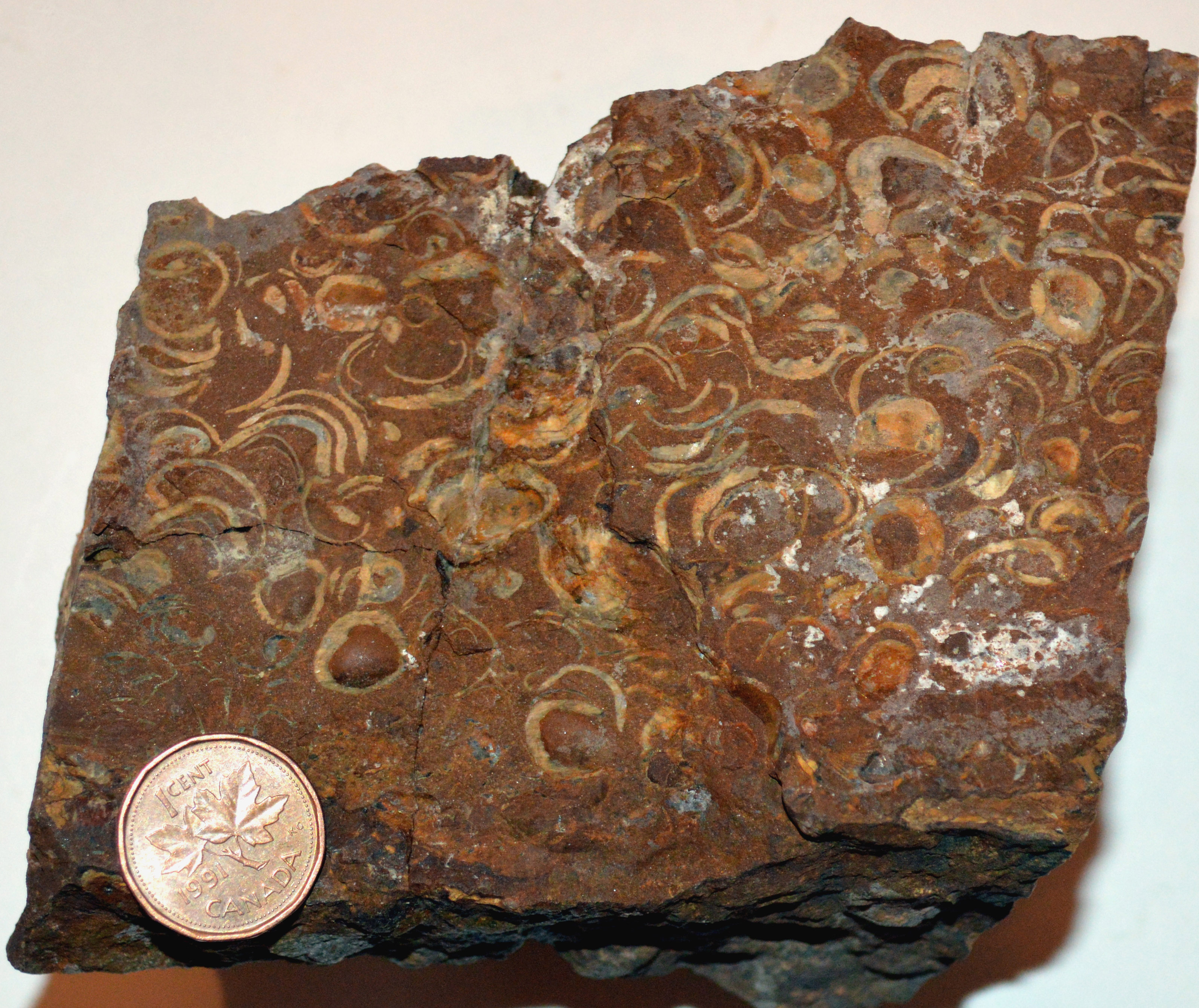
fòssils de Cardiidae (Cretaci superior, Alberta, Canada).
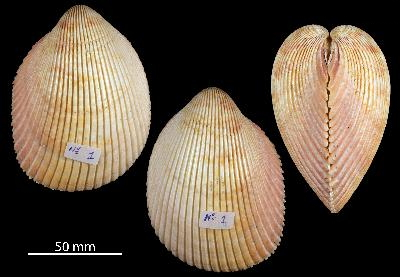
Vasticardium berschaueri
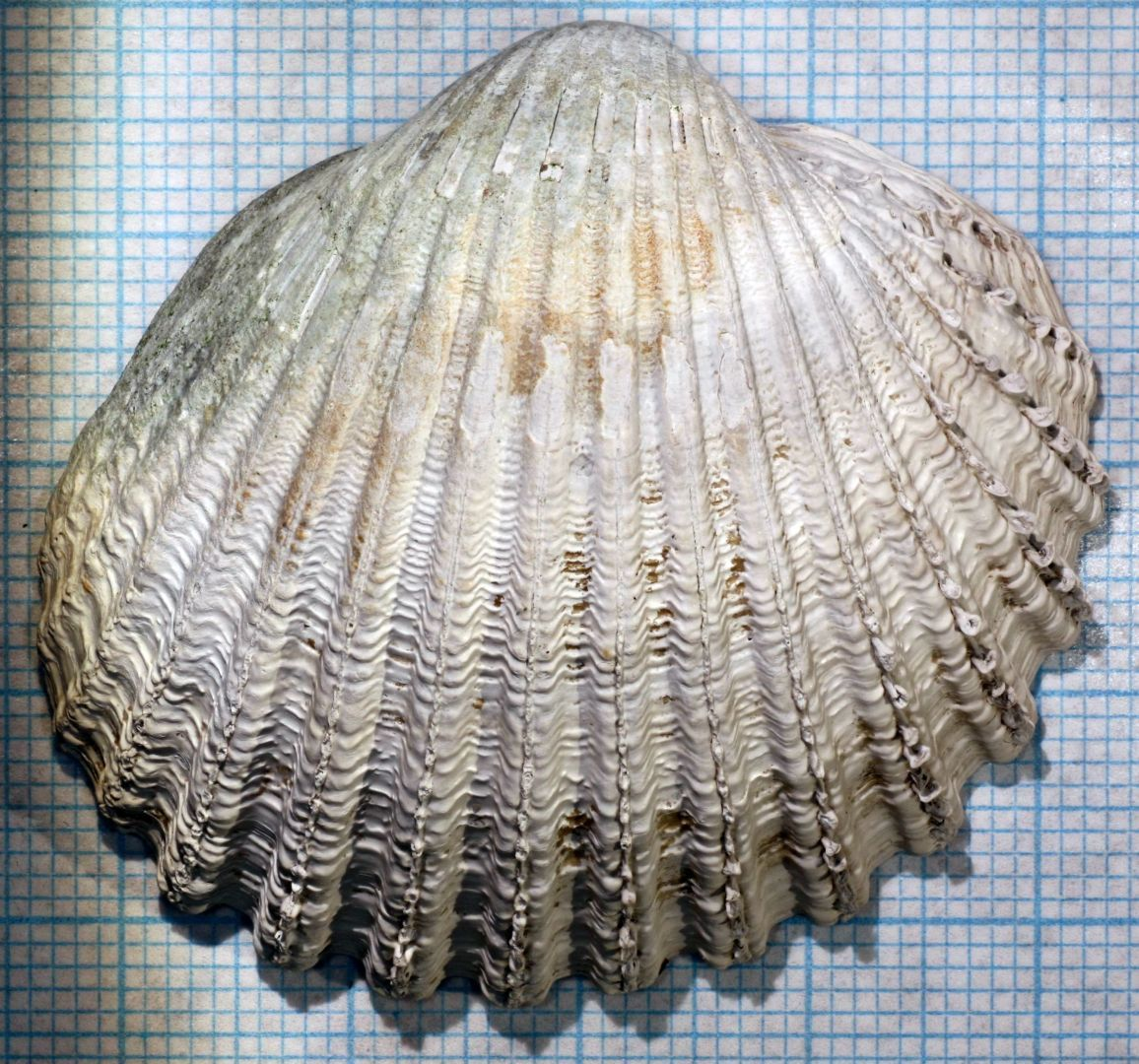
Acanthocardia echinata